# 松旭斎天勝

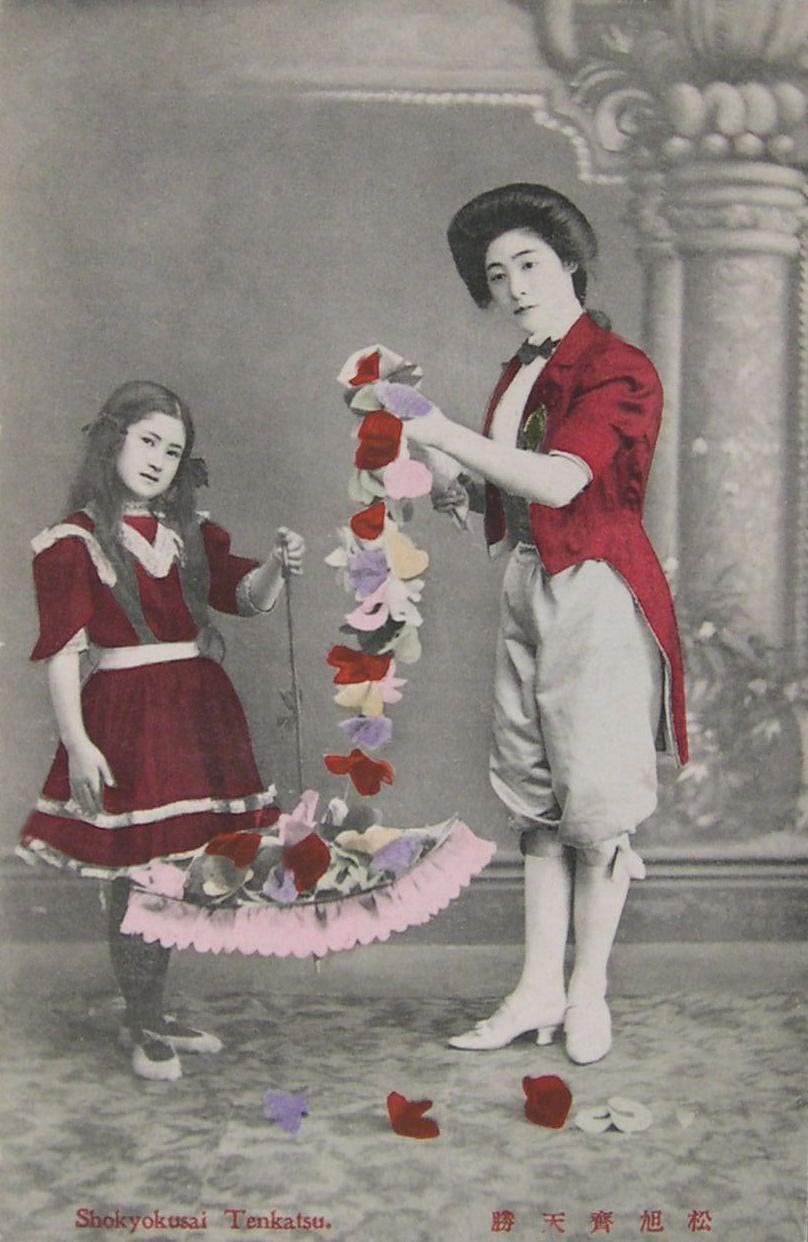
天勝と助手

初代松旭斎 天勝（しょうきょくさい てんかつ、本名：金沢 カツ（旧姓：中井、野呂）、1886年（明治19年）5月21日 - 1944年（昭和19年）11月11日）は、明治後半から昭和初期まで興行界で活動した奇術師。東京、神田生まれ。

## 人物

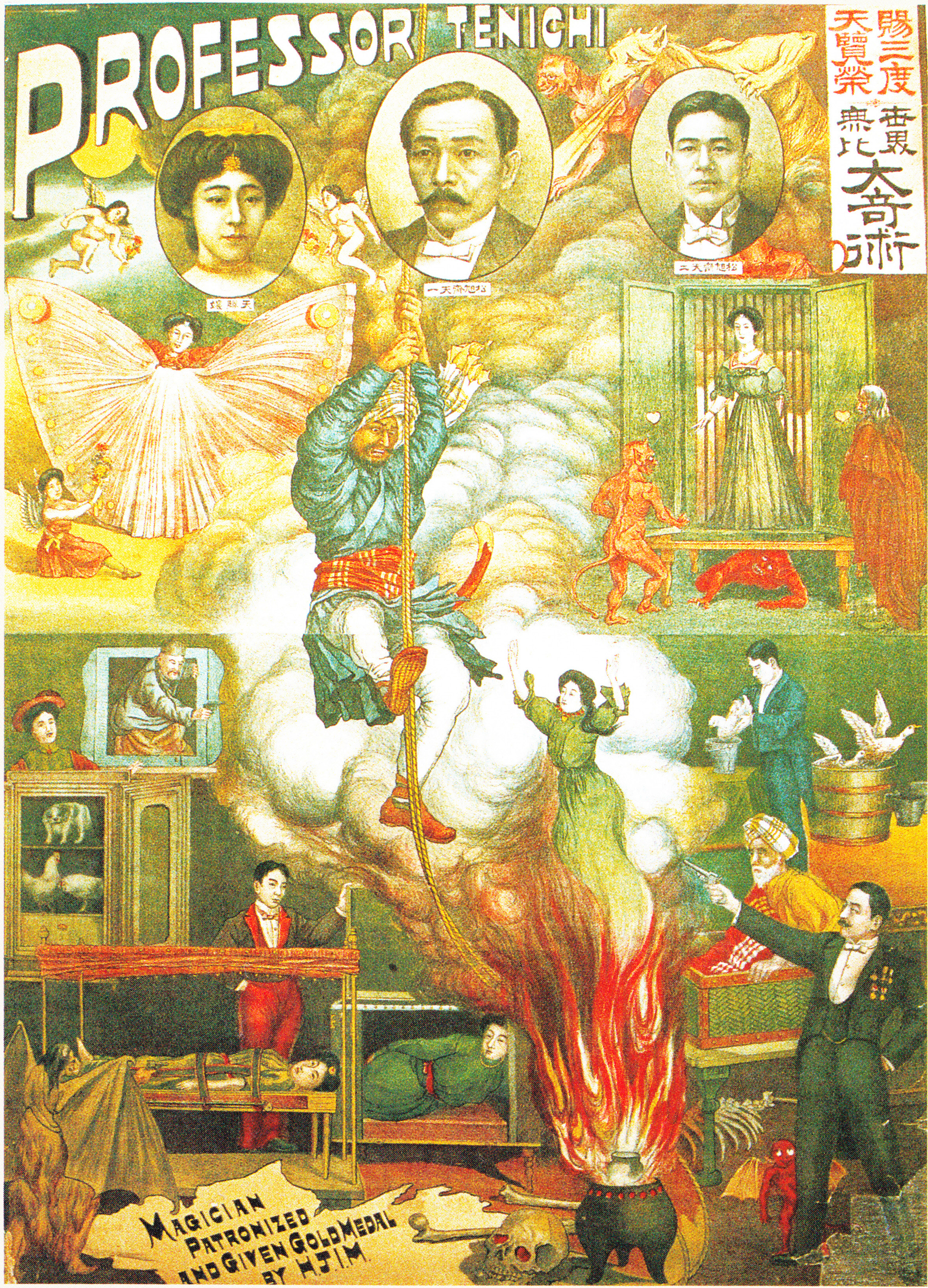
松旭斎天一一座のポスター（明治41年公演分）左が天勝

神田松富町（現・外神田四丁目）の質屋の中井栄次郎の娘だったが、1895年（明治28年）に家業が失敗し、門前仲町の天ぷら屋に奉公人として勤める。店主が当時の一流奇術師・松旭斎天一（しょうきょくさい てんいち）だったことが縁で、器用さを見込まれ弟子として採用された（後に天一に妾になるよう迫られ、自殺を図るも一命は取り留める）。
それからは「奇術を積極的に自分の物にする」と決心し、妾を宿命とし、受け入れた。弟子70人を数える「天一一座」でスターとして頭角を表すと「天勝」と名乗って舞台へ出演した。
日本人離れした大柄な体格とキュートな美貌で人気を博し、数度に渡るアメリカ興行も成功。
帰国後の公演では「スパンコールの衣裳に付け睫毛」という日本初の欧米風なマジックショーを披露し、モダンさと目新しさに大衆は熱狂した。
1911年（明治44年）、27歳で独立。座員100名を越す「天勝一座」を名乗り、座長に就任。一座のマネジャーを務めた野呂辰之助と結婚した（が、奇術師の立場が強くなかった当時、一座と天勝の名を守るために野呂が考慮した便宜上の入籍だといわれている）。
「奇術といえば天勝」という代名詞にもなった程の知名度を誇り、キャラクター商品なども大ヒット（当時の得意芸は水芸だった）。人気と知名度にあやかった「ニセ物」の天勝一座も複数現れていたという。
1936年（昭和11年）、引退後は姪の正天勝に二代目天勝の名を譲り、50歳を過ぎてからスペイン語の学者で東京外国語大学教授であった金澤一郎と出逢い、一生を添い遂げた。1944年（昭和19年11月11日）、住まいであった目黒権之助坂中腹の水明荘に於いて病没。墓所は台東区西徳寺。夫の菩提寺である萬福寺 (大田区)にも分骨され墓が設けられている。
弟子に2代目松旭斎天花がいる。女流イリュージョニストである二代目・引田天功（プリンセス・テンコー）の師にあたる初代引田天功は天勝の弟弟子である松旭斎天洋の門下であり、遡れば彼女もまた「松旭斎一門」である。ほか、一時は女優の桜むつ子も「松旭斎文子」の名で師事していた。
既出してあるように美貌の持ち主であり、当時の男性を虜にしたと言わしめるほどであった。様々な逸話も作られ、「前歯にダイヤモンドの差し歯をしていた」「人魚の肉を食べていた」という突飛なエピソードが作られたほどである。

## 映画
- 「魔術の女王」（ピー・シー・エル映画製作所、1936年）
- 「世紀は笑ふ」1941年9月4日公開。杉狂児、広沢虎造、松旭斎天勝（典拠:初代天勝と明記あり:jmdb）、監督:マキノ正博、日活。